# Reithosenanästhesie
Als Reithosenanästhesie wird eine verminderte Sensibilität (Hypästhesie bis Anästhesie) bezeichnet, deren Ausdehnung dem typischen Besatz einer Reithose entspricht. Das Taubheitsgefühl umfasst den Bereich der Genitalien, die Region um den Anus und die Innenseiten der Oberschenkel. Die diesen Dermatomen entsprechenden spinalen Nervenwurzeln S3-S5 sind also geschädigt.
Eine akut auftretende Reithosenanästhesie wird mit einem niedrigen Querschnittsyndrom auf Höhe des Rückenmarkendes, also einem Cauda-equina-Syndrom, in Verbindung gebracht und erfordert eine sofortige medizinische Behandlung. Häufig treten in Kombination Harn- bzw. Stuhlinkontinenz und Impotenz sowie ein ausgefallener Analreflex als weitere Ausfallerscheinungen auf.